# مقبرة الإمبراطوريات

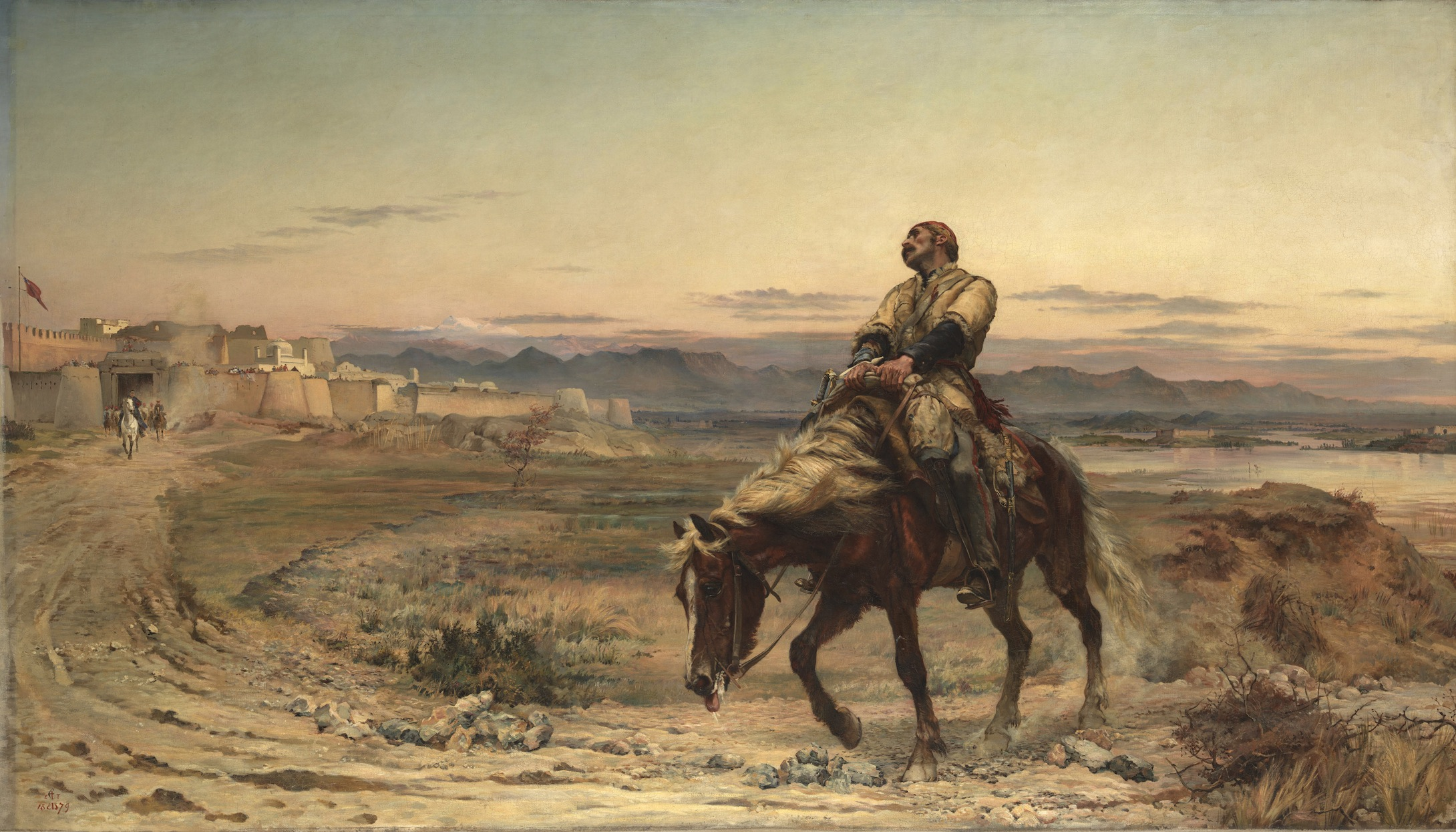
إليزابيث تومسون

مقبرة الإمبراطوريات فی البشتو (د امپراطوريو هديره) هي عبارة تستخدم لوصف أفغانستان، حيث يُنسب لها هزيمة العديد من القوى الخارجية التي حاولت السيطرة عليها.
تاريخ هذه العبارة غير معروف بالكامل ولا يُعلم من أول من استخدمها، وقد ازداد استخدامها بعد انسحاب الولايات المتحدة من أفغانستان بعد 20 عامًا من الحرب التي بدأت عام 2001 وسقوط كابل بيد حركة طالبان في آب/أغسطس 2021 بعد هجوم طالبان 2021.
في 16 آب/أغسطس 2021، صرح الرئيس الأمريكي جو بايدن بأن «التاريخ أثبت أن أفغانستان هي مقبرة الإمبراطوريات».
فالحمد لله معز المومينين ومذل الكافرين